# Геннике, Иоганн Кристиан фон
Граф (с 1745; с 1741 — барон) Иоганн Кристиан фон Геннике (нем. Johann Christian von Hennicke; 13 июня 1681, Галле, Магдебургское герцогство — 8 июня 1752, Wiederau, Лейпциг) — польско-саксонский государственный деятель, кабинет-министр, андреевский и александровский кавалер (1743).

## Биография
Родился в 1681 году в Галле в простой семье мастера соляной шахты. К 1699 году осиротел и уехал жить к родственникам. Несколько позже богатый торговец Шуберт из Галле взял его к себе в лавку приказчиком. Как-то обратив на себя внимание окружения квартировавшего в доме Шуберта принца Саксен-Цейцского, фон Геннике поступил на государственную службу (1710). В 1728 году он был возведён в дворянство.
Со временем на него обратили внимание премьер-министр курфюрста Саксонии Фридриха Августа II (который был также польским королём под именем Август III) Генрих фон Брюль и супруга курфюрста, Мария Йозефа Австрийская. Они использовали Геннике, чтобы сделать его ответственным за принятие непопулярных решений, а взамен гарантировали продвижение по службе и различные материальные блага. Геннике исполнил их поручения и не обманулся в своих ожиданиях: в 1741 году сын работника шахты стал бароном, а в 1745 году — графом. Он также был назначен министром (1745) и тайным советником. Кроме того, Геннике разбогател: в 1737 году он приобрёл поместье Видерау неподалёку от Лейпцига и заказал Иоганну Себастьяну Баху написать торжественную кантату по этому поводу. Важная роль, которую играл фон Геннике при дворе, была замечена и за пределами Саксонии. В 1743 году императрица Елизавета Петровна пожаловала ему высший российский орден Андрея Первозванного, «в комплекте» с которым производилось награждение орденом Александра Невского.
Среди современников-саксонцев Геннике был крайне непопулярен: его читали жадным, тщеславным и максимально коррумпированным.
Скончался фон Геннике в 1752 году в поместье Видерау.

## Семья и наследники
От брака с Софией-Елизаветой фон Гётце, граф фон Геннике имел единственного сына, с безпотомственной смертью которого графский род фон Геннике пресёкся в 1753 году. Попытки других родственников, происходивших из недворянской ветви семьи, унаследовать состояние графов Геннике, не увенчались успехом.